# Junior TV (syndication)
Junior TV è stata una syndication italiana nazionale fondata da Danilo Orsini, che ha iniziato le trasmissioni il 18 febbraio 1985 o nel febbraio 1986 ed è rimasta attiva fino al 2003. Trasmetteva tramite una rete di emittenti affiliate, molte a copertura regionale e di una certa rilevanza nella zona di emissione, con una copertura di circa l'85% del territorio nazionale, in tutte le regioni. Proponeva una programmazione interamente dedicata a bambini e ragazzi adolescenti, con cartoni animati, anime, telefilm, documentari e rubriche di intrattenimento. Ben 8 ore di programmazione che coprivano la fascia mattutina e la fascia pomeridiana. Dal 1996 alla chiusura utilizzava ufficialmente il nome JTV.

## Storia
Il palinsesto di Junior TV costituiva un "blocco" giornaliero di quattro ore, che veniva distribuito alle emittenti affiliate tramite cassette già montate e dotate del logo del circuito. La cassetta veniva trasmessa solitamente due volte, ovvero nel pomeriggio e in replica la mattina dopo. Tuttavia, soprattutto nella seconda metà degli anni '90, gli orari effettivi di messa in onda risultavano spesso a discrezione delle singole emittenti. In particolare alcune di esse trasmettevano il "blocco" una sola volta (alla mattina o al pomeriggio), oppure lo dividevano in più parti inframmezzando programmi diversi, oppure ne riducevano la durata saltando alcune trasmissioni del circuito.
I cartoni animati trasmessi erano in gran parte anime di produzione giapponese, affiancati ad altre produzioni occidentali; spesso si trattava di serie già andate in onda su altri canali regionali o nazionali, in particolare quelle dedicate ai robot (es. UFO Robot Goldrake), ma Junior TV ebbe anche il merito di trasmettere delle prime visioni assolute sul territorio italiano. Nel 1989, ad esempio, fu la prima emittente in Italia a proporre la serie Dragon Ball, all'epoca non ancora sottoposta a censure e con le sigle originali, in un primo blocco di 54 puntate. A partire dal marzo 1996 Junior TV ritrasmise la serie con un nuovo doppiaggio (lievemente censurato) che arrivava fino all'episodio 99; per problemi di importazione, solo nella primavera 1998 arrivarono in tv le puntate dalla 100 alla 153. (Dragon Ball sarebbe stato poi ritrasmesso su Italia 1 dal 1999, con lo stesso doppiaggio milanese realizzato per Junior TV ma con pesanti censure). Dopo la trasmissione di tutta la serie fu ospitato in studio Akira Toriyama, creatore del manga dal quale fu tratto il cartone, che si trovava in visita in Italia.
Junior TV fu anche l'unico canale a trasmettere le serie australiane La ragazza del futuro (entrambe le stagioni), Pugwall e Finders Keepers e gli anime Virtua Fighter e Street Fighter, tratti rispettivamente da un videogioco della SEGA e da uno della Capcom. 
La programmazione di Junior TV conteneva inoltre diverse trasmissioni per ragazzi autoprodotte. Tra i presentatori più noti, oltre a Giorgia Surina, Jocelyn Hattab, conduttore della prima stagione del Baby Show, Vesna Luisi, Ida Spalla (attrice in SuperDUT e conduttrice di molti spazi), Federica Fontana, Fabio Canino, passato poi a lavorare alla Rai, Maria Rita Parsi e Raul Cremona. In alcuni programmi, fra cui I PiùPazzi, Splash e JTV News, comparivano delle macchiette animate realizzate direttamente dall'emittente. Infine, durante il fine settimana venivano trasmessi diversi lungometraggi di animazione all'interno del contenitore Film Week-end.
Nel 1996 collaborò a una coproduzione europea con Canal J e Children's Channel, Molly, e trasmise Blinky Bill in prima visione assoluta.
Nel 1996 subentrarono nell’azionariato della società televisiva l’editore Terenzio Vergnano ed Enrico Preziosi, il principale inserzionista del circuito, e nell'autunno di quell'anno la rete subì un restyling: il circuito cambiò di fatto nome da "Junior TV" a "JTV" e la società editrice divenne la JTelevision S.r.l. I cartoni animati tornarono ad essere presentati con dei brevi prologhi realizzati in studio, come nei primi anni dell'emittente, ma con un taglio più adolescenziale rispetto agli inizi. In studio era presente anche la band Animali Rari, che presentava delle cover tratte dal repertorio del rock. Scomparve la mascotte Junior, un coniglio bianco vestito in salopette rossa. Tra i conduttori del nuovo programma principale Casa J (che era suddiviso in vari spazi tra cui J-Mito, J-Sport, Kids On Line ecc.) figuravano una giovanissima Giorgia Surina, ai tempi un volto poco noto al grande pubblico, anche se già comparso in diversi spot televisivi e cartacei, e il mago-comico Mariano Navetta, detto "Mister Magic Mariano", che negli anni a seguire presenterà a Gardaland oltre 1500 repliche del suo spettacolo. Infine il tradizionale logo con la nuvoletta e il nome del circuito fu sostituito: nella stagione 1996/'97 andò in onda una J antropomorfa accompagnata dalla scritta "TV", mentre da quella successiva apparve un logo "JTV" bianco e rosso racchiuso in un cerchio, che sarebbe rimasto fino alla fine.
Dal 1997 JTV iniziò a trasmettere quotidianamente I Simpson: fino a quel tempo la serie di Matt Groening era considerata, in Italia, un prodotto di nicchia destinato a pochi appassionati. Infatti la serie andava in onda a singhiozzo su Canale 5, a cadenza settimanale, e senza mai ottenere una collocazione stabile nel palinsesto, rimanendo relegata ad orari scomodi, come la domenica mattina, o alle 15:30, mezz'ora prima dell'inizio di Bim bum bam. Pochi mesi dopo, Italia 1 avrebbe iniziato a trasmetterlo anch'essa a cadenza quotidiana e in fascia pomeridiana, riscontrando un duraturo successo. JTV continuò contemporaneamente a replicare le prime stagioni de I Simpson fino al 1999.
Dall'autunno 1997 JTV sperimentò, durante i fine settimana, la proiezione di OAV e lungometraggi trasmessi senza censure, grazie a un accordo con Dynamic Italia che fornì a fini promozionali parte del suo catalogo VHS: tra questi vennero mandati in onda alcuni film di Dragon Ball e de I Cavalieri dello zodiaco, e parte della serie OAV Chi ha bisogno di Tenchi?, ma dopo pochi mesi si cominciò a riproporre solo repliche. La programmazione domenicale fu in seguito integrata con vari film anime già trasmessi in passato e diverse produzioni di montaggio "simil-anime" realizzate a Hong Kong a partire da materiale sudcoreano a cura del produttore Joseph Lai. Nonostante nei trailer e nelle pubblicità su carta si fossero annunciati gli OAV di Oh, mia dea!, quest'anime non vide mai la luce sugli schermi. Allo stesso modo, la rete iniziò a replicare anche i siparietti introduttivi tra un cartone e l'altro, e per più di un anno, fino al cambio di editore, utilizzò solo immagini di repertorio. Nello stesso periodo Giorgia Surina era approdata su MTV, ma l'emittente continuò a replicare in contemporanea le puntate di Casa J che la vedevano tra i conduttori.
Nel 2000 fino alla sua chiusura, il circuito fu rilevato da Raimondo Lagostena Bassi del gruppo Profit, già proprietario di Telecampione e in seguito anche di Odeon TV e altre emittenti: più precisamente, venne costituita una nuova società editrice "JT S.r.l.", partecipata al 65% da Profit e al 35% dalla precedente JTelevision. Nel corso di alcuni mesi il circuito di JTV venne trasformato attraverso la fuoriuscita di diverse emittenti locali (tra cui Antenna 3 in Lombardia) e l'ingresso di altre, fino a coincidere completamente con quello di Odeon. Inoltre la programmazione iniziò a essere trasmessa via satellite su un canale di servizio a cui le emittenti affiliate si collegavano, anziché distribuita in cassetta: perciò le trasmissioni di JTV andavano in onda in contemporanea nazionale. Per un breve periodo alcune emittenti continuarono comunque a trasmettere i programmi di JTV anche in orari diversi.
La programmazione unificata di JTV si concentrò sin da subito nel solo tardo pomeriggio, dalle 17:00 alle 19:30; ma in seguito lo spazio quotidiano diminuì ulteriormente, tanto che da fine 2001 risultava utilizzata solo la fascia dalle 18:30 alle 19:30. Nell'ultimo periodo erano trasmessi (in replica) Casa J, il programma Armadillo Show con Bianca Maria Berardi, la serie animata dei Peanuts e L'uomo tigre. Il 1º ottobre 2003 la ex Junior TV perse definitivamente ogni autonomia e fu integrata all'interno di Odeon TV: nei mesi successivi i Peanuts vennero replicati in diversi orari da Odeon aggiungendo in onda anche il logo "JTV". La scritta "JTV" restava a volte a schermo impropriamente, accompagnando anche trasmissioni di musica e ballo. Infine fu eliminata del tutto.

## Loghi
- Una nuvoletta trasparente a contorno ondulato con all'interno la scritta "JUNIOR TV": entrambe sono rosse nelle riproduzioni grafiche e bianche nel marchio in sovrimpressione a schermo (1985/1996).
- Una specie di alieno a forma di "J", con due occhi sulla punta verticale e il gesto della "V" al termine della curva, accompagnato dalla scritta "TV" (1996/1997).[10]
- Nella stagione successiva la "J" diventa bianca e la scritta "TV" diventa più piccola e rossa, formando l'acronimo "JTV" (1997/2003).[11]

## Programmazione
- 3-2-1 Contact
- Baby Show
- Casa J, contenitore per ragazzi[senza fonte]
- Junior Box, programma di interviste ai bambini
- Junior Spon, programma didattico educativo
- Junior Sport
- Slurpiamo
- Stella e KBAB
- Super DUT, situation comedy
- Telepistacchio, notiziario di geografia, ecologia, scienza. Con il professor Markus e il professor Kaninski.
- Verde pistacchio, programma ecologico
- Viaggio oltre la Barriera
- Wild America, documentari naturalistici sugli animali delle Americhe.
- Zero Zero Carbonella, programma di giochi di psicoanimazione condotto dalla psicologa Maria Rita Parsi

### Altri programmi e rubriche
- Animania, rubrica speciale sugli anime e manga
- Briciole di...
- Mega Movie Magic
- Le amiche di Barbie, spazio dedicato alle bambine, con lo spazio dello zodiaco e consigli su salute e fitness
- PiùPazzi
- Stana la tana, rubrica sul mondo degli animali, con Junior e il Dodo
- Sweet Time
- Kideo!

### Giochi
- Crazy Hospital, gioco a squadre in cui lo scopo è quello di rimediare ai guai provocati dal Dottor Stress e la sua assistente Tonsilla[senza fonte]

### Serie TV
- Clarissa
- Cyberkidz
- Finders Keepers
- La ragazza del futuro/La ragazza del domani
- Pugwall

### Cartoni animati occidentali

#### Statunitensi
- Adventures in Odyssey
- Fantastico Max
- Galaxy High School
- Charlie Brown e Snoopy Show (assieme agli speciali televisivi dei Peanuts)

- I Rugrats (stagione 1-?)
- Arrivano le uvette californiane
- Sylvanian Families

#### Europei
- Charlotte, Fleo & Benjamin
- Che disastro!
- Chip & Charly
- Dada a Dodo
- La Linea
- Le avventure della famiglia Glady
- Manu
- Penny Crayon
- Polochon
- The Trap Door
- Tutti Frutti

#### Canadesi
- La reale storia di...

#### Australiani
- Blinky Bill (stagione 1-2)
- Skippy: avventure a Bushtown

### Cartoni animati orientali

#### Giapponesi
- Chi ha bisogno di Tenchi? (parziale)
- City Hunter (terza serie parziale)
- Cyborg - I nove supermagnifici
- Dragon Ball
- Dragon Quest
- Gli automodelli
- Guyslugger
- Ken il Guerriero
- La coppa dei dragoni
- Magico Dan, super campione
- Maison Ikkoku - Cara dolce Kyoko
- Miyuki
- Occhio ai fantasmi!
- Sam il ragazzo del west
- Street Fighter II V
- Virtua Fighter
- Yawara! - Jenny la ragazza del judo

#### Sudcoreani
- Annie
- Dooly

## Personaggi
- Junior
- Baby
- Cin Ciao Lin
- Prof. Otto Gufen
- Skizzo
- La rana Pavarotti
- J-Web
- Mister Magic Mariano

## Emittenti affiliate
- Abruzzo:
  - DAN TV
  - T.A.R. Tele Abruzzo Regionale
  - Telemare
  - TV1 Sulmona
- Basilicata:
  - T.B.M. Tele Basilicata Matera
  - Teleregione Basilicata
- Calabria:
  - Telecalabria
  - Telereggio
  - Video Calabria
  - Videosera
  - Videosera 2
- Campania:
  - Telenapoli Canale 34
  - Tele Capri
  - Radio Tele Agro
  - Rete Sud
  - Canaledieci
  - Napoli Canale 21
  - Tele Avellino
  - Tele Oggi
- Emilia-Romagna:
  - Rete 8
  - Rete 7
  - Euro Parma Tv
  - V.G.A. Tele Rimini
  - Tele Romagna
  - Tele Informazione Modenese
- Friuli-Venezia Giulia:
  - Tele Pordenone
- Lazio:
  - Rete Sole
  - Tele Roma 56
  - Canale 66
  - Tele Universo
  - Tele Lazio
  - Teleregione 9
  - Tele Campione
- Liguria:
  - Video Spezia 56
  - Tele Genova
  - Tele Arcobaleno
  - Primo Canale
  - TV Star
  - Odeon TV
- Lombardia:
  - Antennatre
  - Espansione Tv
  - Telenova
  - TV Libera Lombarda
  - Tele Radio Clusone
  - Telecampione
  - Telereporter
- Marche:
  - T.V.R.S.
  - Quinta rete
  - TV Marche Canale 51
  - Teleriviera San Benedettese
  - TV Regionale Adriatica
  - Galassia Tv Ancona

- Molise:
  - Telemolise
  - TVI Molise
- Piemonte e Valle D'Aosta:
  - Rete 7
  - Vco Azzurra TV
  - Telecampione
  - Video Nord
- Puglia:
  - Antenna Sud
  - Telenorba
  - Tele Puglia
  - Tele Regione Color
  - Euro News Puglia
- Sardegna:
  - La Voce Sarda
  - Sardegna Uno
  - TCS - Tele Costa Smeralda
  - Teleregione Sardegna
  - Tele Sardinia
  - Univideo
  - Videolina
  - Bibisi
- Sicilia:
  - Antenna Sicilia
  - Rete Sicilia
  - Retesei
  - Antenna 3 Palermo
  - TRM Retedue
  - TGS Tele Giornale di Sicilia
  - Rtp Radio Televisione Peloritana
  - Tele Radio Sciacca
  - Tele Med 1
  - Rete 8 Tele Sicilia Color
  - Telejonica
  - Teletna
  - Tgs 2
  - Video 3
  - Video Regione
  - Video Siracusa
  - Tele Catania
  - Tele Sicilia
  - Telerent
  - Tele Enna
- Toscana:
  - Rete 37
  - RTV 38
  - Video Firenze
  - Canale 3
  - Canale 6
- Trentino-Alto Adige:
  - Tele Adige
  - R.T.T.R. Radio Tele Trentino Regionale
- Umbria:
  - Tele Umbria
  - Radio Tele Europa
  - Rete Sole
- Veneto:
  - Tele Diffusione Europea
  - Tele Regione
  - Bassano TV
  - R.T.R. Radio Televisione Regionale Veneta
  - Canale 30
  - TeleNordest (solo di prima mattina)
  - Telecampione